# Ойксейнос

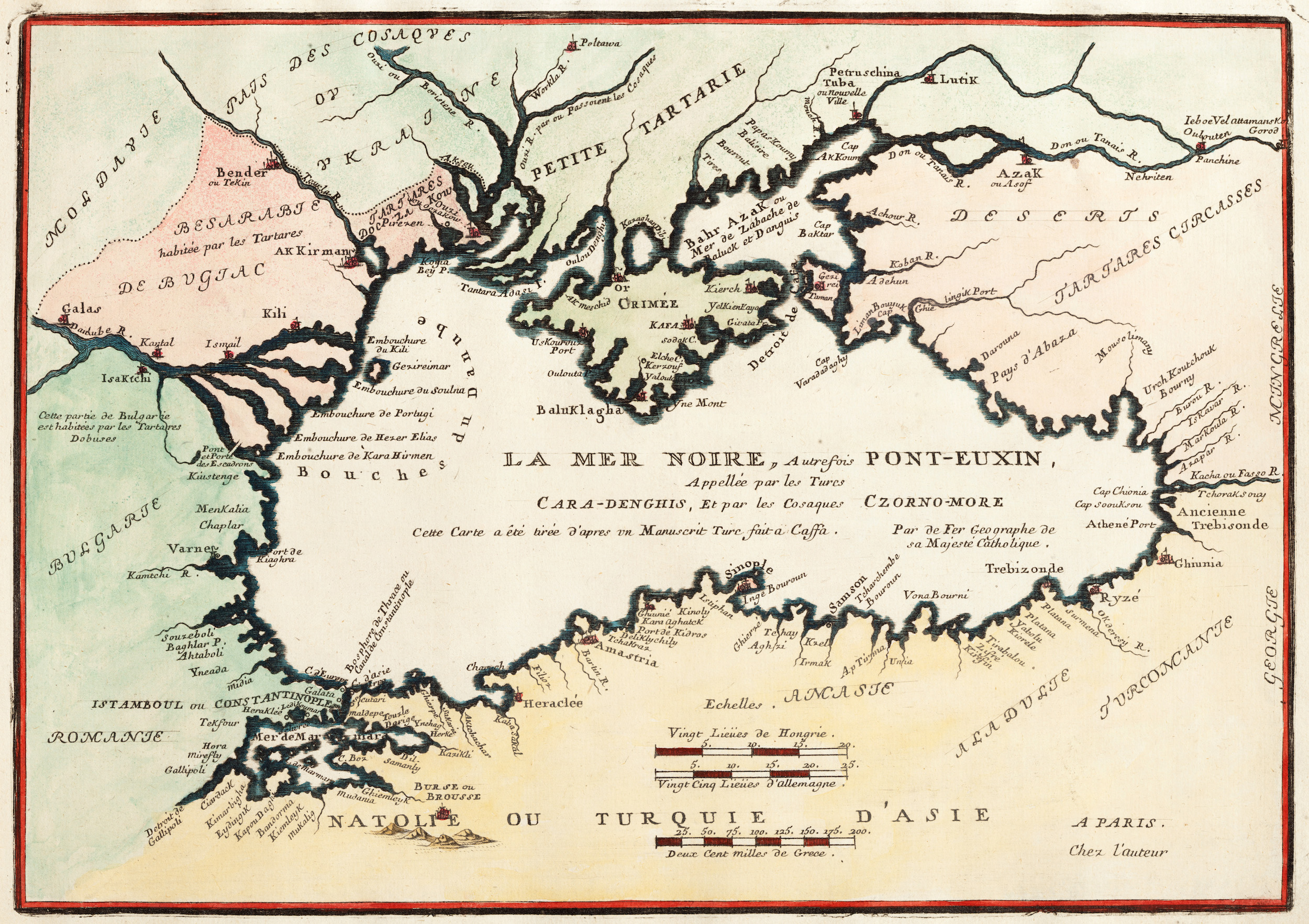
La Mer Noire Autrefois Pont-Euxin, Cara-Denghis Et par les Cosaques, Nikolas de Fer (Paris, 1705)

Ойксейнос - це англомовний науковий онлайн-журнал. Повна назва: "Ойксейнос: управління та культура у Чорноморському регіоні" (англ. - „Euxeinos. Governance and Culture in the Black Sea Region“). Журнал видається з 2011 року Центром управління та культури в Європ (HSG-GCE) Університету Ст. Галлена, Швейцарія. Назва журналі походить від грецького терміна "Pontos Euxeinos" (гостинне море), яким називали Чорне море.
У Ойксейнос публікуються наукові статті про політичні, культурні, економічні та соціальні процеси у Чорноморському регіоні, що включає в себе наступні країни: Болгарія, Грузія, Росія, Румунія, Туреччина та Україна. Кожен випуск журналу пропонує читачкам та читачам міждисциплінарні дослідження, аналіз та дискусії з ключових для регіону тем, що готують експертки та експерти з різних країн та наукових дисциплін. Редакція працює зі всіма текстами в режимі внутрішнього рецензування (editor reviewed). Також кожен номер журналу має запрошену редакторку чи редактора. Всі випуски журналу знаходять у вільному доступі на вебсайті HSG-GCE.

## Попередні випуски
- Nr. 1 – 08/2011: Romania and the Holocaust: DelicateReappraisal of a Fateful Past. Ed. by Daniel Ursprung.
- Nr. 2 – 10/2011: Negotiating „Nation“ and „Society“: The Public Sphere in Post-Communist Bulgaria. Ed. by Boyan Znepolski.
- Nr. 3 – 01/2012: Romanian Communism between Commemoration,Nostalgia, and Scientific Debate. Ed. by Daniel Ursprung.
- Nr. 4 – 02/2012: Internet and Politics in Russia. Ed. by Orlin Spassov.
- Nr. 5 – 04/2012: Citizenship, Activism and Mobilization:Internet Politics in Greece, Turkey and Bulgaria. Ed. by Orlin Spassov.
- Nr. 6 – 07/2012: The Complexities of Black Sea Regional Security. Ed. by Dimitrios Triantaphyllou
- Nr. 7 – 09/2012: Corruption and Informal Practices in Russia. Ed. by Ulrich Schmid.
- Nr. 8 – 11/2012: Religion and Society in Contemporary Bulgaria. Ed. by Stefan Kube.
- Nr. 9 – 03/2013: Statehood, Religion and Strategic Europeanization in the Southern Caucasus. Ed. by Mariam Parsadanishvili, Michael Dobbins.
- Nr. 10 – 05/2013: Strategic Depth through Soft Power: The Domestic Production and International Projection of Turkish Culture. Ed. by Mathieu Rousselin.
- Nr. 11 – 11/2013: Pop Culture in Romania and Bulgaria since the 1960’s. Ed. by Carmen Scheide.
- Nr. 12 – 12/2013: Sochi and the 2014 Olympics: Game Over? Ed. by Martin Müller.

- Nr. 13 – 03/2014: The EuroMaidan in Ukraine, November 2013 till February 2014. Ed. by Ulrich Schmid, Carmen Scheide.
- Nr. 14 – 2014: Nations, Nation-States, Trade and Politics in the Black Sea. Ed. by Constantin Ardeleanu, “The Lower Danube” University of Galaţi.
- Nr. 15-16 – 2014: Moldova: A Borderland‘s Fluid History. Ed. by Diana Dumitru and Petru Negura.
- Nr. 17 – 2015: Religion and Political Crisis in Ukraine. Ed. by Catherine Wanner.
- Nr. 18 – 2015: Energy and Integration in the Black Sea Region. Ed. by Jonas Grät.
- Nr. 19-20 – 2015: The German Minority in Romania. Ed. by Daniel Ursprung.
- Nr. 21 – 2016: Challenges of the EU Eastern Enlargement. Ed. by Carmen Scheide.

## Поточний випуск
- Nr. 22 – 2017: Looking Beyond the Public Discourses on Migration: Experiences of Bulgarians and Romanins in the UK. Ed. by Polina Manolova

## Ліцензія Creative Commons
Ойксейнос використовує Creative Commons license Version 4.0

## Відкритий доступ: Open Access
Ойксенйос дотримується "Принципів політики відкритого доступу", яка була прийнята Конференцією ректорів швейцарських університетів (CRU), Швейцарський національний науковий фонд (SNF) та  Швейцарською академією гуманітарних і соціальних наук (SAHS). Це означає, що випуски Ойксейнос відрузу після публікації безкоштовно доступні в Інтернеті, що не порушує авторських прав авторок та авторів журналу. 

## Weblinks
- Домашня сторінка Ойксейнос